# HAARP

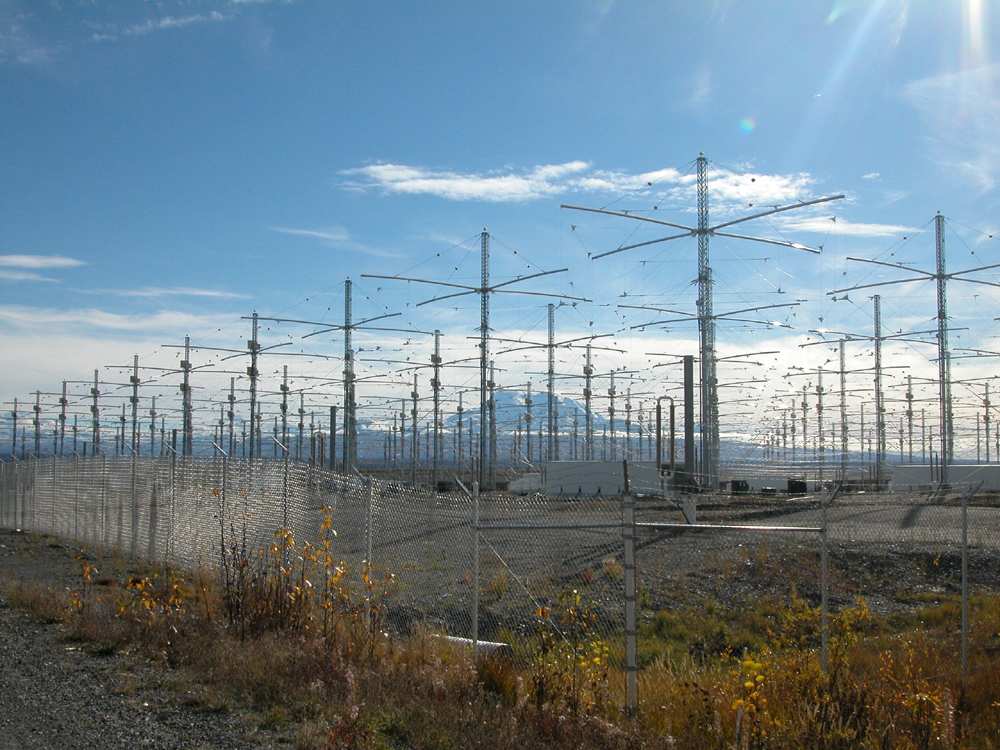
Matricea de antene HAARP

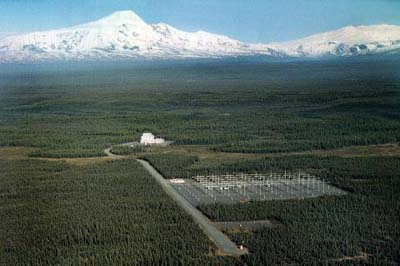
Panorama HAARP

HAARP sau High Frequency Active Auroral Research Program este un program de cercetare asupra frecvențelor aurorale active desfășurat pe teritoriul Statelor Unite, lângă localitatea Gakona, Alaska. Acest program reprezintă activitatea de cercetare desfășurată asupra ionosferei, pentru a putea fi stabilit comportamentul ozonului, azotului și ionilor acestora la bombardamentele radiației solare și cosmice dar și la emisiunea de radiații de înaltă frecvență (HF) sau joasă frecvență (ELF) de pe Pământ. Fiind un program științific, guvernul american alocă anual un buget recunoscut oficial de 30 milioane de dolari. HAARP este desfășurat de Institutul de Geofizică al Universității din Alaska de la Fairbanks iar titularul de proiect este Departamentul Apărării al Statelor Unite, respectiv US Navy și US Air Force. HAARP este conectat la unul din cele mai mari computere din lume de tip CRAY-YMP/TM3D/T3E al Universității Alaska de la Fairbanks, iar sistemul propriu-zis aflându-se într-o bază militară de lângă Gakona din statul Alaska, de acest proiect beneficiind US Space Force. Pentru proiectul HAARP se utilizează un echipament terestru, constituit dintr-o rețea de antene, fiecare antenă fiind alimentată din propriul său generator putând încălzi părți din ionosferă prin intermediul undelor radio. Până în prezent au fost construite 48 de antene urmând ca în final numărul acestora să se oprească la 360. 
În perspectivă există posibilitatea construirii unui emițător de unde de înaltă frecvență foarte puternică pentru a face față unor cerințe ale cercetării ionosferei și a relației Pământ-Soare-Cosmos. Acest emițător de unde de înaltă frecvență se numește Ionospheric Research Instrument (IRI). Programul de cercetare HAARP a provocat diverse interpretări dar și polemici din punct de vedere al instituțiilor ce desfășoară acest program și beneficiarii acestora. O consecință a experiențelor desfășurate ar fi și faptul că energia uriașă de radiofrecvență generată prin amplificarea de milioane de ori a undelor radio poate distruge orice obiect staționar sau în mișcare în orice loc de pe Pământ, dar totodată poate crea găuri în ionosferă, producând pătrunderea și mărirea puterii de penetrare a razelor cosmice nocive. Publicațiile americane Fairbanks Daily News și Cooper River Country Journal au scris în septembrie 1995 materiale prin care se susținea că proiectul HAARP ar avea și obiective ascunse, mai precis că acesta ar reprezenta o „armă finală” cu performanțe ieșite din comun, revoluționând complet arta militară, fiind primul sistem de arme de valoare universală și cosmică.

## Istoria

### Începutul

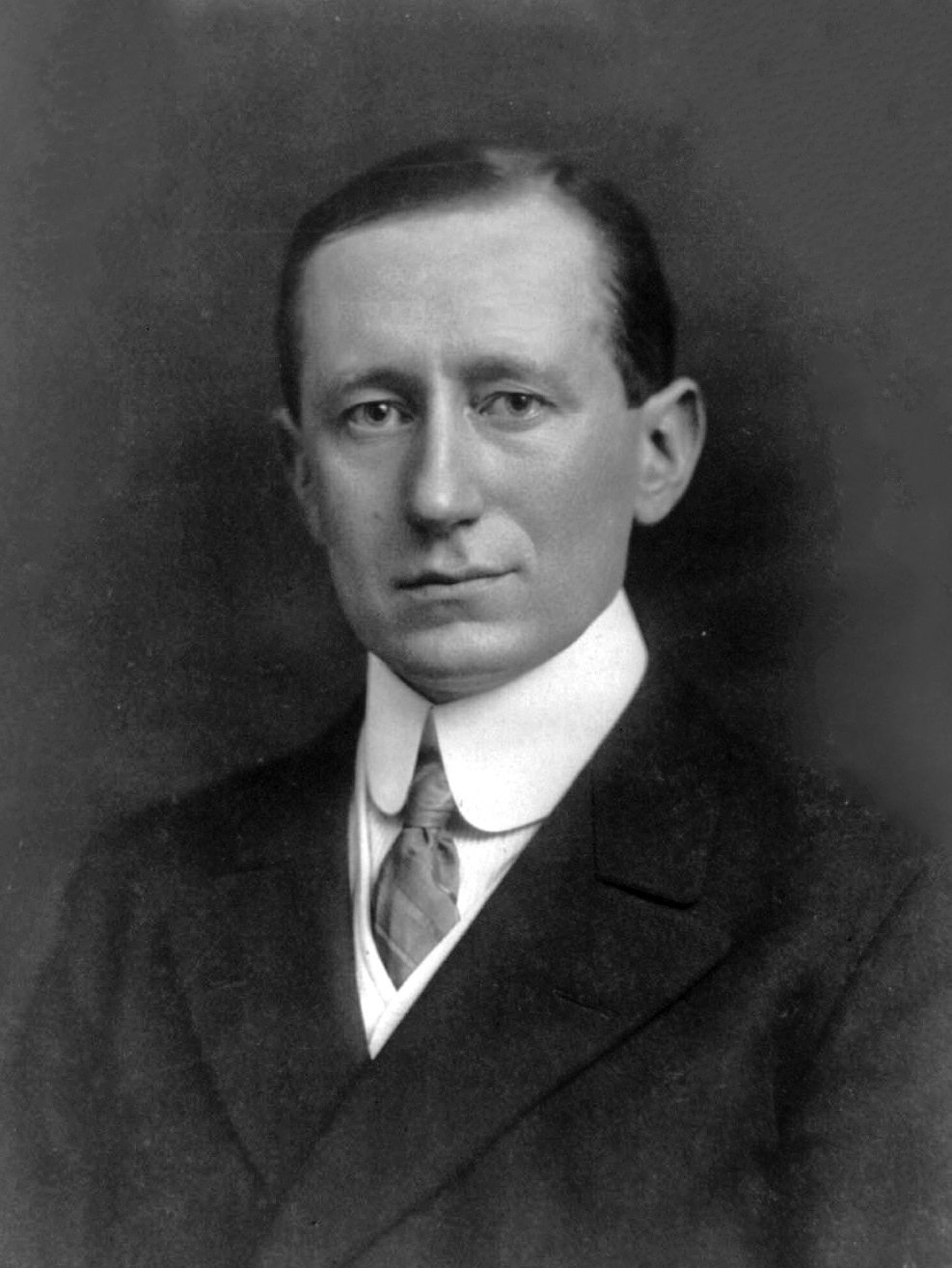
Guglielmo Marconi, dezvoltatorul radiotelegrafiei.

Fizicianul James Clerk Maxwell descoperă în 1864 faptul că un „val” format din câmpuri electrice și magnetice se poate propaga dintr-un loc în altul, astfel descoperind câmpurile elctromagnetice (EM), toate acestea fiind demonstrate în laborator în anul 1880 de fizicianul german Heinrich Hertz. La sfârșitul secolului XIX, Guglielmo Marconi pe baza descoperirilor lui Maxwell și Hertz a inventat primul sistem practic de telegrafie. În 1899, Marconi aplică tehnica sa de comunicare la distanță prin utilizări practice și comerciale. În data de 12 decembrie 1901, savantul italian face un experiment demonstrând comunicarea transatlantică prin trimiterea unui semnal din Cornwall, Anglia și primirea acestuia în St. John's, Newfoundland. Pentru activitatea sa de pionerat privind folosirea radiaților electromagnetice pentru comunicațiile radio, Marconi a primit Premiul Nobel pentru fizică în 1909, acesta fiind supranumit „Tatăl wireless-ului”. După acest experiment s-au făcut multe alte demonstrații private și comerciale pentru a determina noi facilități ale ionosferei, cele mai multe fiind făcute de amatorii radio demonstrând că valorile frecvențelor mai înalte de 2 MHz se pot folosi în propagarea undelor radio pe distanțe foarte mari folosind ionosfera. 

### Fundamentarea sistemului HAARP
Sistemul HAARP se fundamentează datorită cercetărilor lui Bernard Eastlund prin dezvoltarea studiilor lui Tesla. Tesla este autorul unei teorii prin care susținea că pământul este un conductor uriaș și sigur dând posibilitatea organizării sistemului de telecomunicații. Într-un studiu pe această temă, în noiembrie 1997, Alain Gossens arată că Eastlund nu este beneficiarul cercetărilor sale (deoarece la un moment dat el nu mai participă la proiect) ci o societate Apti-Arco a cărei activitate se desfășura în domeniul petrolier, în Alaska, în spatele căreia se află US Navy, US Air Force, US Space Force, într-un cuvânt Departamentul Apărării al Statelor Unite ale Americii. De-a lungul timpului SUA a experimentat diverse proiecte în privind proprietățile și utilizarea undelor electromagnetice. Astfel putem enumera Argus în 1958, Starfish în 1962, Solar Power Satellite în 1968 și 1978, Space Shuttle Experiments în 1985, Mighty Oaks în 1986, Desert Storm în 1991 și Alliate Force în 1999. Aceste proiecte aveau drept scop distrugerea comunicațiilor inamicului folosind ionosfera și undele electromagnetice. În prezent proiectul HAARP poate fi considerat o armă excepțională împotriva oricăror atacuri terestre, aeriene, cosmice și chiar extraterestre, guvernul american investind din ce în ce mai mult în cercetări.

## Teorii conspirative
HAARP este subiectul a numeroase teorii ale conspirației, existând mai multe persoane care îi atribuie diverse motive ascunse și care presupun diferite capacități secrete ale proiectului. Jurnalistul Sharon Weinberger a numit proiectul HAARP ca pe un "Moby Dick al teoriilor conspirației" și a spus că popularitatea teoriilor conspirației pune de multe ori în umbră proiectul HAARP care poate furniza beneficii pentru comunitatea științifică. Informaticianul David Naiditch a făcut, de asemenea, referire la HAARP ca fiind "un magnet pentru teoreticienii conspirației".
De exemplu, Rosalie Bertell a avertizat în 1996 despre dezvoltarea HAARP ca armă militară. Michel Chossudovsky a afirmat într-o carte publicată de Committee on Monetary and Economic Reform că "cercetări științifice recente sugerează că HAARP este pe deplin operațional și că are abilitatea de a declanșa inundații, secete, uragane și cutremure." De-a lungul timpului despre HAARP s-a spus că a declanșat unele catastrofe, cum ar fi inundații, secete, uragane, furtuni, cutremure devastatoare în Iran, Pakistan, Haiti, Turcia, Grecia și Filipine, întreruperi majore ale distribuției de energie electrică, prăbușirea zborului TWA 800, sindromul Războiului din Golf și sindromul oboselii cronice.